# Temporada 2023 del Básquetbol chileno
La Temporada 2023 del básquetbol chileno Abarcó todas las actividades relativas a campeonatos de básquetbol profesional y amateur, nacional e internacionales, disputados por clubes chilenos y por las selecciones nacionales de este país, en sus diversas categorías, durante el año 2023.

## Torneos de Equipos

### Masculino
| Nivel | Torneo         | Campeonato | Campeón                   |
| ----- | -------------- | ---------- | ------------------------- |
| 1     | Liga UNO       | 2023       | Universidad de Concepción |
| 2     | Liga DOS       | 2023       | Liceo Pablo Neruda        |
| 3     | LDD            | 2023       | CD Árabe de Valparaíso    |
| 4     | Liga Saesa     | 2023       | Español de Osorno         |
| 1     | Copa Chile     | 2023       | Universidad de Concepción |
| 2     | Copa Chile DOS | 2023       | Colo-Colo                 |
| 1-2   | Supercopa      | 2023       | Universidad de Concepción |

### Femenino
| Nivel | Torneo        | Campeonato | Campeón           |
| ----- | ------------- | ---------- | ----------------- |
| 1     | Liga Femenina | 2023       | Sportiva Italiana |

## Ascensos y descensos
Estos fueron los equipos que ascendieron y descendieron, en los campeonatos disputados en la temporada 2023, tanto a nivel masculino como femenino.

### Masculino
| Categorías        | Equipos descendidos                        | Equipos ascendidos                   |
| ----------------- | ------------------------------------------ | ------------------------------------ |
| Liga UNO Liga DOS | CD Tinguiririca Santiago Morning AB Temuco | Liceo Pablo Neruda Sportiva Italiana |

### Femenino
Hasta la Temporada 2023, solo había una categoría de Básquetbol Femenina, para la Temporada 2024, se decidió crear la Segunda División Femenina, la Cual estaría Conformada por clubes Descendido de la máxima categoría. 
| Categorías                                      | Equipos descendidos |
| ----------------------------------------------- | --- |
| Liga Nacional Femenina Liga Nacional Femenina 2 | New Crusaders Universitarios AB Temuco Universidad Austral Quilpue Básquetbol Club Brisas Truenos de Talca Español de Osorno |

## Equipos masculinos

### Primera División (Liga UNO Mundo by Cecinas Llanquihue presentado por 1xBET)
| Nombre                     | Ciudad       | Gimnasio                                           | Capacidad     | Entrenador             | Proveedor     | Auspiciador                   |
| -------------------------- | ------------ | -------------------------------------------------- | ------------- | ---------------------- | ------------- | ----------------------------- |
| Colegio Los Leones         | Quilpué      | Gimnasio Colegio Los Leones                        | 800           | José Ángel Samaniego   | Playmaker     | Knop Laboratorios             |
| Santiago Morning Quilicura | Quilicura    | Gimnasio Municipal de Quilicura                    | 800           | Gustavo Noria          | KS7           | Latamwin                      |
| Universidad Católica       | Santiago     | Edificio de Deportes UC                            | 1.500         | Bernardo Murphy        | Macron        | CMPC                          |
| Municipal Puente Alto]]    | Puente Alto  | Gimnasio Municipal de Puente Alto                  | 1.500         | Pablo Ares             | Playoff       | CMPC                          |
| CD Tinguiririca SF         | San Fernando | Estadio Municipal Techado de San Fernando          | 1.500         | Pablo Gatica           | Zeus-Sport    | Buses Andimar                 |
| ' Español de Talca'        | Talca        | Gimnasio Regional                                  | 4.500         | Luis Nicoletti         | Zeus-Sport    | Mayorista DyL                 |
| Universidad de Concepción  | Concepción   | Casa del Deporte                                   | 2.000         | Cipriano Núñez         | Live PRO      | Mundo                         |
| AB Temuco                  | Temuco       | Olímpico UFRO/ G. Municipal B. O'Higgins           | 3.200 / 2.000 | Jorge Delgado          | Kaif Deportes | Municipalidad de Temuco       |
| Las Ánimas de Valdivia     | Valdivia     | Gimnasio de Las Ánimas / Coliseo Antonio Azurmendy | 1.000 / 5.000 | Jorge Luis Alvárez     | Spearhead     | Aserradero El Arenal          |
| Club Deportivo Valdivia    | Valdivia     | Coliseo Municipal Antonio Azurmendy                | 5.000         | Gabriel Schamberger    | Live PRO      | CMPC                          |
| Español de Osorno          | Osorno       | Gimnasio Monumental María Gallardo                 | 5.500         | Marcelo Macías         | Playoff       | Bonisimo                      |
| Atlético Puerto Varas      | Puerto Varas | Gimnasio Fiscal de Puerto Varas                    | 1.300         | Mauricio Maldonado INT | Evensport     | Cecinas Llanquihue            |
| CEB Puerto Montt           | Puerto Montt | Gimnasio Municipal de Puerto Montt                 | 2.000         | Johao Tapia            | Imtex         | Municipalidad de Puerto Montt |
| ABA Ancud                  | Ancud        | Gimnasio Fiscal de Ancud                           | 2.500         | José Luis Pisani       | A'S           | Conservas Angelmó             |
| Deportes Castro            | Castro       | Gimnasio Fiscal de Castro                          | 1.500         | Damián Gamarra         | Playoff       | Naviera Ulloa                 |

### Segunda División de Basquetbol [ Liga DOS by Cecinas Llanquihue)
| Nombre              | Ciudad      | Gimnasio                | Capacidad | Entrenador       | Proveedor   | Auspiciador            |
| ------------------- | ----------- | ----------------------- | --------- | ---------------- | ----------- | ---------------------- |
| Árabe de Valparaíso | Valparaíso  | Fortín Prat             | 3000      | Claudio Quezada  | Olymphus    | Olymphus               |
| Sportiva Italiana   | Valparaíso  | Fortín Prat             | 3000      | Gianluca Pozo    | Playoff     | UVM                    |
| Stadio Italiano     | Las Condes  | Stadio Italiano         | 500       | Galo Lara        | Live PRO    |                        |
| Club Brisas         | La Cisterna | Gimnasio Club Brisas    | 800       | Alejandro Coloma | JF Sports   | RTR Construcción       |
| Sergio Ceppi        | La Cisterna | Sergio Ceppi            | 500       | Carlos Herrera   | Agora Sport | Extreme                |
| Boston College      | Maipú       | Gimnasio Boston College | 3.000     | Patricio Miranda | Molten      | Fundación Boston Educa |
| Luis Matte Larraín  | Puente Alto | Gimnasio Boston College | 3.000     | Mauricio Flores  | Playoff     | CMPC                   |

| Nombre               | Ciudad       | Gimnasio                                  | Capacidad | Entrenador       | Proveedor  | Auspiciador             |
| -------------------- | ------------ | ----------------------------------------- | --------- | ---------------- | ---------- | ----------------------- |
| CD Tomas Lawrence    | San Fernando | Estadio Municipal Techado de San Fernando | 1.500     | Claudio Lavin    | Zeus-Sport | Andimar                 |
| Liceo de Curicó      | Curicó       | Gimnasio Abraham Milad                    | 4.000     | Pablo Gatica     | Zeus-Sport | Soler Curicó            |
| Truenos de Talca     | Talca        | Gimnasio Regional                         | 4.500     | Carlos Morales   | Zeus-Sport | Municipalidad de Talca  |
| Alemán de Concepción | Concepción   | Gimnasio Otto                             | 400       | Jaime Urrutia    | Zeus-Sport | Inmobiliaria CISS       |
| Municipal Chillán    | Chillán      | Casa del Deporte de Chillán               | 1.300     | Abel Vargas      | Zeus-Sport | Don Benjamín            |
| Liceo Pablo Neruda   | Temuco       | Olímpico UFRO                             | 3.200     | Carlos Iglesias  | Playoff    | Municipalidad de Temuco |
| Colo-Colo            | Santiago     | Polideportivo La Pintana                  | 5.000     | Ernesto Menchaca | Play Maker |                         |

### Liga Saesa
| Nombre                            | Ciudad       | Gimnasio                            |
| --------------------------------- | ------------ | ----------------------------------- |
| AB Ancud                          | Ancud        | Fiscal                              |
| AB Temuco                         | Temuco       | Olímpico UFRO                       |
| Aleman Puerto Varas               | Puerto Varas | Fiscal                              |
| Deportivo Valdivia                | Valdivia     | Coliseo Municipal Antonio Azurmendy |
| CD Lautaro                        | Lautaro      | Gimnasio El Toqui                   |
| CD Osorno                         | Osorno       | Gimnasio María Gallardo             |
| Puerto Varas                      | Puerto Varas | Fiscal                              |
| CEB Puerto Montt                  | Puerto Montt | Municipal Mario Marchant Binder     |
| CEB Purranque                     | Purranque    | Gimnasio Municipal de Purranque     |
| Deportes Achoa                    | Achao        | Gimnasio Fiscal De Achao            |
| Deportes Castro                   | Castro       | Gimnasio Municipal De Castro        |
| Deportivo Carahue                 | Carahue      | Gimnasio municipal de carahue       |
| Escuela Alemana de Paillaco       | Paillaco     | Gimnasio Municipal De Paillaco      |
| Español de Osorno                 | Osorno       | Español                             |
| La Unión                          | La Unión     | Gimnasio Fiscal La Unión            |
| Las Ánimas                        | Valdivia     | Las Ánimas                          |
| Municipal de Basquetbol Frutillar | Frutillar    | Gimnasio Fiscal Frutillar           |
| Municipal Gorbea                  | Gorbea       | Municipal de Gorbea                 |
| Municipal Loncoche                | Loncoche     | Gimnasio Municipal                  |
| Pumas Puerto Montt                | Puerto Montt | Municipal Mario Marchant Binder     |
| San Francisco de Asis             | Castro       | Gimnasio Municipal De Castro        |

## Equipos femeninos

### Liga Nacional Femenina
| Nombre                     | Ciudad       | Gimnasio |
| -------------------------- | ------------ | -------- |
| AB Temuco                  | Temuco       |          |
| Alemana Paillaco           | Paillaco     |          |
| Basket Conce               | Concepción   |          |
| CD Infinito                | Concepción   |          |
| CD LARR                    | Valdivia     |          |
| CD Llolleo                 | San Antonio  |          |
| CEB Puerto Montt           | Puerto Montt |          |
| Club Brisas                | La Cisterna  |          |
| Colegio los Leones         | Quilpué      |          |
| Español Osorno             | Osorno       |          |
| Español Punta Arenas       | Punta Arenas |          |
| Gimnástico de Viña del Mar | Viña del Mar |          |
| Luis Matte Larrain         | Puente Alto  |          |
| New Cruseders              | Valparaíso   |          |
| Pankull Valdivia           | Valdiviav    |          |
| Puente Alto                | Puente Alto  |          |
| Quilpué Basquetbol         | Quilpué      |          |
| Rancagua CAF               | Rancagua     |          |
| Sergio CEPPI               | La Cisterna  |          |
| Sportiva Italiana          | Valparaíso   |          |
| Tomas Lawrence             | San Fernando |          |
| Truenos de Talca           | Talca        |          |
| Universidad Austral        | Valdivia     |          |
| Universidad de Chile       |              |          |
| Universidad de Concepción  | Concepción   |          |
| Universidad la Frontera    | Temuco       |          |
| Universitarios             |              |          |

## Domésticos masculinos

### Primera División
| Pos | Equipo                    | Pts | PJ | PG | PP |
| --- | ------------------------- | --- | -- | -- | -- |
| 1   | Universidad de Concepción | 49  | 26 | 23 | 3  |
| 2   | Colegio Los Leones        | 47  | 26 | 21 | 5  |
| 3   | Puente Alto               | 43  | 26 | 17 | 9  |
| 4   | CD Valdivia               | 42  | 26 | 16 | 10 |
| 5   | ABA Ancud **              | 42  | 26 | 18 | 8  |
| 6   | CD Las Animas             | 41  | 26 | 15 | 11 |
| 7   | Español de Osorno         | 40  | 26 | 14 | 12 |
| 8   | Deportes Castro           | 40  | 26 | 14 | 12 |
| 9   | Santiago Morning          | 39  | 26 | 13 | 13 |
| 10  | Universidad Católica      | 34  | 26 | 8  | 18 |
| 11  | Atlético Puerto Varas **  | 33  | 26 | 9  | 17 |
| 12  | CEB Puerto Montt          | 32  | 26 | 7  | 19 |
| 13  | Español de Talca          | 31  | 26 | 5  | 21 |
| 14  | Tinguiririca SF ***       | 26  | 26 | 2  | 24 |
| 15  | AB Temuco                 | 0   | 0  | 0  | 0  |

fuente= LNB
En negrita y en verde los clasificados a los play-offs.

- Actualizado el 7 de mayo de 2023. Fuente:[1]

- ** Sancionados con 2 puntos y derrota por 20-0. Fuente:[2]

- *** Sancionados con puntos por no contar con el mínimo de jugadores extranjeros permitidos. Fuente:[3]

- ABTemuco decidió retirarse de la competencia. Fuente:[4]

- Santiago Morning fue descendido administrativamente una vez finalizada la competencia.

#### Play-Off
|  | Cuartos de final | Cuartos de final   | Cuartos de final | Cuartos de final   | Cuartos de final | Cuartos de final | Cuartos de final |                  |    | Semifinales        | Semifinales | Semifinales | Semifinales | Semifinales | Semifinales |   |                  | Final | Final | Final | Final | Final | Final | Final |  |
|  |                  |                    |                  |                    |                  |                  |                  |                  |    |                    |             |             |             |             |             |   |                  |       |       |       |       |       |       |       |  |
|  |                  |                    |                  |                    |                  |                  |                  |                  |    |                    |             |             |             |             |             |   |                  |       |       |       |       |       |       |       |  |
|  | 1                | U. de Concepción   | 80               | 97                 | 84               |                  |                  |                  |    |                    |             |             |             |             |             |   |                  |       |       |       |       |       |       |       |  |
|  | 1                | U. de Concepción   | 80               | 97                 | 84               |                  |                  |                  |    |                    |             |             |             |             |             |   |                  |       |       |       |       |       |       |       |  |
|  | 8                | Deportes Castro    | 74               | 64                 | 76               |                  |                  |                  |    |                    |             |             |             |             |             |   |                  |       |       |       |       |       |       |       |  |
|  | 8                | Deportes Castro    | 74               | 64                 | 76               |                  | 1                | U. de Concepción | 77 | 86                 | 97          | 90          |             |             |             |   |                  |       |       |       |       |       |       |       |  |
|  |                  |                    |                  |                    |                  |                  |                  | U. de Concepción | 77 | 86                 | 97          | 90          |             |             |             |   |                  |       |       |       |       |       |       |       |  |
|  |                  |                    | 6                | Las Ánimas         | 89               | 75               | 68               | 81               |    |                    |             |             |             |             |             |   |                  |       |       |       |       |       |       |       |  |
|  | 3                | Puente Alto        | 6                | Las Ánimas         | 89               | 75               | 68               | 81               | 76 | 65                 | 74          | 62          |             |             |             |   |                  |       |       |       |       |       |       |       |  |
|  | 3                | Puente Alto        |                  |                    |                  |                  |                  |                  |    |                    | 74          | 62          |             |             |             |   |                  |       |       |       |       |       |       |       |  |
|  | 6                | 'Las Ánimas'       | 70               | 87                 | 77               | 69               |                  |                  |    |                    |             |             |             |             |             |   |                  |       |       |       |       |       |       |       |  |
|  | 6                | 'Las Ánimas'       | 70               | 87                 | 77               | 69               |                  |                  |    |                    |             |             |             |             |             | 1 | U. de Concepción | 85    | 86    | 73    | 88    | 74    |       |       |  |
|  |                  |                    |                  |                    |                  |                  |                  |                  |    |                    |             |             |             |             |             | 1 | U. de Concepción | 85    | 86    | 73    | 88    | 74    |       |       |  |
|  |                  |                    | 2                | Colegio Los Leones | 65               | 88               | 64               | 74               | 72 |                    |             |             |             |             |             |   |                  |       |       |       |       |       |       |       |  |
|  | 2                | Colegio Los Leones | 2                | Colegio Los Leones | 65               | 88               | 64               | 74               | 72 | 71                 | 74          | 72          | 62          | 78          |             |   |                  |       |       |       |       |       |       |       |  |
|  | 2                | Colegio Los Leones |                  |                    |                  |                  |                  |                  |    |                    | 74          | 72          | 62          | 78          |             |   |                  |       |       |       |       |       |       |       |  |
|  | 7                | Español de Osorno  | 69               | 76                 | 68               | 72               | 67               |                  |    |                    |             |             |             |             |             |   |                  |       |       |       |       |       |       |       |  |
|  | 7                | Español de Osorno  | 69               | 76                 | 68               | 72               | 67               |                  | 2  | Colegio Los Leones | 75          | 79          | 74          | 94          |             |   |                  |       |       |       |       |       |       |       |  |
|  |                  |                    |                  |                    |                  |                  |                  |                  | 2  | Colegio Los Leones | 75          | 79          | 74          | 94          |             |   |                  |       |       |       |       |       |       |       |  |
|  |                  |                    | 4                | CD Valdivia        | 70               | 61               | 92               | 84               |    |                    |             |             |             |             |             |   |                  |       |       |       |       |       |       |       |  |
|  | 4                | CD Valdivia        | 4                | CD Valdivia        | 70               | 61               | 92               | 84               | 93 | 84                 | 82          | 91          | 99          |             |             |   |                  |       |       |       |       |       |       |       |  |
|  | 4                | CD Valdivia        |                  |                    |                  |                  |                  |                  |    |                    | 82          | 91          | 99          |             |             |   |                  |       |       |       |       |       |       |       |  |
|  | 5                | ABA Ancud          | 74               | 102                | 82               | 63               | 85               |                  |    |                    |             |             |             |             |             |   |                  |       |       |       |       |       |       |       |  |
|  | 5                | ABA Ancud          | 74               | 102                | 82               | 63               | 85               |                  |    |                    |             |             |             |             |             |   |                  |       |       |       |       |       |       |       |  |
|  |                  |                    |                  |                    |                  |                  |                  |                  |    |                    |             |             |             |             |             |   |                  |       |       |       |       |       |       |       |  |

#### Campeón
|                                      |
| Universidad de Concepción 3.º título |

### Segunda División
Grupo Centro
| Pos | Equipo             | Pts | PJ | PG | PP |
| --- | ------------------ | --- | -- | -- | -- |
| 1   | Sportiva Italiana  | 24  | 12 | 12 | 0  |
| 2   | Sergio Ceppi       | 19  | 12 | 7  | 5  |
| 3   | Arabe Valparaiso   | 18  | 12 | 6  | 6  |
| 4   | Stadio Italiano    | 18  | 12 | 6  | 6  |
| 5   | Luis Matte Larraín | 17  | 12 | 5  | 7  |
| 6   | Boston College     | 16  | 12 | 4  | 8  |
| 7   | Club Brisas        | 14  | 12 | 2  | 10 |

Grupo Sur
| Pos | Equipo               | Pts | PJ | PG | PP |
| --- | -------------------- | --- | -- | -- | -- |
| 1   | Liceo Pablo Neruda   | 27  | 14 | 13 | 1  |
| 2   | Colo-Colo            | 26  | 14 | 12 | 2  |
| 3   | Truenos de Talca     | 23  | 14 | 9  | 5  |
| 4   | Municipal Chillan    | 22  | 14 | 9  | 4  |
| 5   | Liceo de Curicó      | 19  | 14 | 5  | 9  |
| 6   | Tomas Lawrence       | 18  | 14 | 4  | 10 |
| 7   | Alemán de Concepción | 16  | 14 | 3  | 10 |

#### Play-Off
|  | Cuartos de final  | Cuartos de final  | Cuartos de final  | Cuartos de final  | Cuartos de final | Cuartos de final |                   |                   | Semifinal | Semifinal | Semifinal | Semifinal | Semifinal |  |              | Final        | Final | Final | Final | Final | Final |  |
|  |                   |                   |                   |                   |                  |                  |                   |                   |           |           |           |           |           |  |              |              |       |       |       |       |       |  |
|  |                   |                   |                   |                   |                  |                  |                   |                   |           |           |           |           |           |  |              |              |       |       |       |       |       |  |
|  | Pablo Neruda      | Pablo Neruda      | 83                | 112               | 69               |                  |                   |                   |           |           |           |           |           |  |              |              |       |       |       |       |       |  |
|  | Pablo Neruda      | Pablo Neruda      | 83                | 112               | 69               |                  |                   |                   |           |           |           |           |           |  |              |              |       |       |       |       |       |  |
|  | Municipal Chillán | Municipal Chillán | 64                | 56                | 60               |                  |                   |                   |           |           |           |           |           |  |              |              |       |       |       |       |       |  |
|  | Municipal Chillán | Municipal Chillán | 64                | 56                | 60               |                  | Pablo Neruda      | Pablo Neruda      | 107       | 97        | 95        |           |           |  |              |              |       |       |       |       |       |  |
|  |                   |                   |                   |                   |                  |                  | Pablo Neruda      | Pablo Neruda      | 107       | 97        | 95        |           |           |  |              |              |       |       |       |       |       |  |
|  |                   |                   | Sergio Ceppi      | Sergio Ceppi      | 72               | 70               | 85                |                   |           |           |           |           |           |  |              |              |       |       |       |       |       |  |
|  | Árabe Valparaiso  | Árabe Valparaiso  | Sergio Ceppi      | Sergio Ceppi      | 72               | 70               | 85                | 68                | 56        | 70        | 68        |           |           |  |              |              |       |       |       |       |       |  |
|  | Árabe Valparaiso  | Árabe Valparaiso  |                   |                   |                  |                  |                   |                   |           | 70        | 68        |           |           |  |              |              |       |       |       |       |       |  |
|  | Sergio Ceppi      | Sergio Ceppi      | 55                | 75                | 71               | 72               |                   |                   |           |           |           |           |           |  |              |              |       |       |       |       |       |  |
|  | Sergio Ceppi      | Sergio Ceppi      | 55                | 75                | 71               | 72               |                   |                   |           |           |           |           |           |  | Pablo Neruda | Pablo Neruda | 72    | 86    | 60    | 66    |       |  |
|  |                   |                   |                   |                   |                  |                  |                   |                   |           |           |           |           |           |  | Pablo Neruda | Pablo Neruda | 72    | 86    | 60    | 66    |       |  |
|  |                   |                   | Sportiva Italiano | Sportiva Italiano | 63               | 84               | 99                | 48                |           |           |           |           |           |  |              |              |       |       |       |       |       |  |
|  | Sportiva Italiano | Sportiva Italiano | Sportiva Italiano | Sportiva Italiano | 63               | 84               | 99                | 48                | 86        | 105       | 88        |           |           |  |              |              |       |       |       |       |       |  |
|  | Sportiva Italiano | Sportiva Italiano |                   |                   |                  |                  |                   |                   |           | 105       | 88        |           |           |  |              |              |       |       |       |       |       |  |
|  | Stadio Italiano   | Stadio Italiano   | 38                | 60                | 66               |                  |                   |                   |           |           |           |           |           |  |              |              |       |       |       |       |       |  |
|  | Stadio Italiano   | Stadio Italiano   | 38                | 60                | 66               |                  | Sportiva Italiano | Sportiva Italiano | 85        | 84        | 76        |           |           |  |              |              |       |       |       |       |       |  |
|  |                   |                   |                   |                   |                  |                  | Sportiva Italiano | Sportiva Italiano | 85        | 84        | 76        |           |           |  |              |              |       |       |       |       |       |  |
|  |                   |                   | Colo-Colo         | Colo-Colo         | 74               | 60               | 61                |                   |           |           |           |           |           |  |              |              |       |       |       |       |       |  |
|  | Truenos de Talca  | Truenos de Talca  | Colo-Colo         | Colo-Colo         | 74               | 60               | 61                | 45                | 69        | 62        |           |           |           |  |              |              |       |       |       |       |       |  |
|  | Truenos de Talca  | Truenos de Talca  |                   |                   |                  |                  |                   |                   |           | 62        |           |           |           |  |              |              |       |       |       |       |       |  |
|  | Colo-Colo         | Colo-Colo         | 98                | 71                | 78               |                  |                   |                   |           |           |           |           |           |  |              |              |       |       |       |       |       |  |
|  | Colo-Colo         | Colo-Colo         | 98                | 71                | 78               |                  |                   |                   |           |           |           |           |           |  |              |              |       |       |       |       |       |  |
|  |                   |                   |                   |                   |                  |                  |                   |                   |           |           |           |           |           |  |              |              |       |       |       |       |       |  |

#### Campeón
|                               |
| Liceo Pablo Neruda 1.º título |

### Liga Saesa
Zona A
|    | Equipo          | PTS | PJ | PG | PP |
| -- | --------------- | --- | -- | -- | -- |
| 1. | AB Temuco       | 20  | 12 | 8  | 4  |
| 2. | CD Valdivia     | 18  | 12 | 8  | 4  |
| 3. | CD MUN. Gorbea  | 19  | 12 | 7  | 5  |
| 4. | CD Las Animas   | 18  | 12 | 6  | 6  |
| 5. | CDSC Osorno     | 18  | 12 | 6  | 6  |
| 6. | CD Carahue      | 15  | 12 | 3  | 9  |
| 7. | CD ESC. Lautaro | 14  | 12 | 4  | 8  |

Zona B
|    | Equipo                | PTS | PJ | PG | PP |
| -- | --------------------- | --- | -- | -- | -- |
| 1. | CD Español Osorno     | 24  | 12 | 12 | 0  |
| 2. | CD Escolar Aleman     | 20  | 12 | 8  | 4  |
| 3. | CEB Puerto Montt      | 19  | 12 | 7  | 5  |
| 4. | CD MUN. Loncoche      | 18  | 12 | 6  | 6  |
| 5. | CDB La Unión          | 17  | 12 | 5  | 7  |
| 6. | Esc. Alemana Paillaco | 14  | 12 | 2  | 10 |
| 7. | San Francisco Asís    | 14  | 12 | 2  | 10 |

Zona C
|    | Equipo             | PTS | PJ | PG | PP |
| -- | ------------------ | --- | -- | -- | -- |
| 1. | CDSC Puerto Varas  | 22  | 12 | 10 | 2  |
| 2. | CD Castro          | 22  | 12 | 10 | 2  |
| 3. | CDSC Achao         | 21  | 12 | 10 | 2  |
| 4. | Pumas Puerto Montt | 17  | 12 | 5  | 7  |
| 5. | ABA Ancud          | 16  | 12 | 5  | 7  |
| 6. | CDSC Frutillar     | 14  | 12 | 2  | 10 |
| 7. | CEB Purranque      | 13  | 12 | 1  | 11 |

     Avanza a play-offs.

#### Campeón
|                              |
| Español de Osorno 3.º título |

### Copa Chile
Grupo A
| Equipo                    | Pts | PJ | PG | PP | PF  | PC  | Dif  |
| ------------------------- | --- | -- | -- | -- | --- | --- | ---- |
| Colegio Los Leones        | 19  | 10 | 9  | 1  | 837 | 607 | +230 |
| Universidad de Concepción | 19  | 10 | 9  | 1  | 986 | 646 | +340 |
| Municipal Puente Alto     | 15  | 10 | 5  | 5  | 695 | 623 | +72  |
| Universidad Católica      | 14  | 10 | 4  | 6  | 613 | 709 | -96  |
| Liceo Pablo Neruda        | 10  | 10 | 0  | 10 | 598 | 818 | -220 |
| Español de Talca          | 10  | 10 | 0  | 10 | 562 | 888 | -326 |

Grupo B
| Equipo                | Pts | PJ | PG | PP | PF   | PC   | Dif  |
| --------------------- | --- | -- | -- | -- | ---- | ---- | ---- |
| AB Ancud              | 22  | 12 | 10 | 2  | 1062 | 902  | +160 |
| Español de Osorno     | 21  | 12 | 9  | 3  | 960  | 823  | +137 |
| Deportivo Valdivia    | 21  | 12 | 9  | 3  | 927  | 857  | +70  |
| Atlético Puerto Varas | 18  | 12 | 6  | 6  | 949  | 914  | +35  |
| Las Ánimas            | 18  | 12 | 6  | 6  | 958  | 930  | +28  |
| Deportes Castro       | 13  | 12 | 1  | 11 | 879  | 1021 | -142 |
| CEB Puerto Montt      | 13  | 12 | 1  | 11 | 780  | 1068 | -288 |

#### Play-Off
|  | Cuartos de final          | Cuartos de final          | Cuartos de final   | Cuartos de final   |    |                           | Semifinal                 | Semifinal | Semifinal |  |                           | Final                     | Final | Final |  |
|  |                           |                           |                    |                    |    |                           |                           |           |           |  |                           |                           |       |       |  |
|  |                           |                           |                    |                    |    |                           |                           |           |           |  |                           |                           |       |       |  |
|  | Universidad de Concepcion | Universidad de Concepcion | 81                 | 91                 |    |                           |                           |           |           |  |                           |                           |       |       |  |
|  | Universidad de Concepcion | Universidad de Concepcion | 81                 | 91                 |    |                           |                           |           |           |  |                           |                           |       |       |  |
|  | Puente Alto               | Puente Alto               | 44                 | 85                 |    |                           |                           |           |           |  |                           |                           |       |       |  |
|  | Puente Alto               | Puente Alto               | 44                 | 85                 |    | Universidad de Concepcion | Universidad de Concepcion | 86        |           |  |                           |                           |       |       |  |
|  |                           |                           |                    |                    |    | Universidad de Concepcion | Universidad de Concepcion | 86        |           |  |                           |                           |       |       |  |
|  |                           |                           | AB Ancud           | AB Ancud           | 63 |                           |                           |           |           |  |                           |                           |       |       |  |
|  | Atlético Puerto Varas     | Atlético Puerto Varas     | AB Ancud           | AB Ancud           | 63 | 65                        | 75                        |           |           |  |                           |                           |       |       |  |
|  | Atlético Puerto Varas     | Atlético Puerto Varas     |                    |                    |    |                           |                           |           |           |  |                           |                           |       |       |  |
|  | AB Ancud                  | AB Ancud                  | 72                 | 93                 |    |                           |                           |           |           |  |                           |                           |       |       |  |
|  | AB Ancud                  | AB Ancud                  | 72                 | 93                 |    |                           |                           |           |           |  | Universidad de Concepcion | Universidad de Concepcion | 76    |       |  |
|  |                           |                           |                    |                    |    |                           |                           |           |           |  | Universidad de Concepcion | Universidad de Concepcion | 76    |       |  |
|  |                           |                           | Colegio Los Leones | Colegio Los Leones | 66 |                           |                           |           |           |  |                           |                           |       |       |  |
|  | Español de Osorno         | Español de Osorno         | Colegio Los Leones | Colegio Los Leones | 66 | 61                        | 66                        |           |           |  |                           |                           |       |       |  |
|  | Español de Osorno         | Español de Osorno         |                    |                    |    |                           |                           |           |           |  |                           |                           |       |       |  |
|  | CD Valdivia               | CD Valdivia               | 45                 | 65                 |    |                           |                           |           |           |  |                           |                           |       |       |  |
|  | CD Valdivia               | CD Valdivia               | 45                 | 65                 |    | Español de Osorno         | Español de Osorno         | 65        |           |  |                           |                           |       |       |  |
|  |                           |                           |                    |                    |    | Español de Osorno         | Español de Osorno         | 65        |           |  |                           |                           |       |       |  |
|  |                           |                           | Colegio Los Leones | Colegio Los Leones | 72 |                           |                           |           |           |  |                           |                           |       |       |  |
|  | Universidad Católica      | Universidad Católica      | Colegio Los Leones | Colegio Los Leones | 72 | 42                        | 69                        |           |           |  |                           |                           |       |       |  |
|  | Universidad Católica      | Universidad Católica      |                    |                    |    |                           |                           |           |           |  |                           |                           |       |       |  |
|  | Colegio Los Leones        | Colegio Los Leones        | 84                 | 76                 |    |                           |                           |           |           |  |                           |                           |       |       |  |
|  | Colegio Los Leones        | Colegio Los Leones        | 84                 | 76                 |    |                           |                           |           |           |  |                           |                           |       |       |  |
|  |                           |                           |                    |                    |    |                           |                           |           |           |  |                           |                           |       |       |  |

#### Campeón
|                                      |
| Universidad de Concepción 3.º título |

### Copa Chile DOS

#### Campeón
|                      |
| Colo-Colo 1.º título |

### Supercopa

#### Final Four
|  | Semifinal                 | Semifinal                 | Semifinal |          |                           | Final                     | Final | Final |  |
|  |                           |                           |           |          |                           |                           |       |       |  |
|  |                           |                           |           |          |                           |                           |       |       |  |
|  | Universidad de Concepción | Universidad de Concepción | 111       |          |                           |                           |       |       |  |
|  | Universidad de Concepción | Universidad de Concepción | 111       |          |                           |                           |       |       |  |
|  | Pablo Neruda              | Pablo Neruda              | 68        |          |                           |                           |       |       |  |
|  | Pablo Neruda              | Pablo Neruda              | 68        |          | Universidad de Concepción | Universidad de Concepción | 95    |       |  |
|  |                           |                           |           |          | Universidad de Concepción | Universidad de Concepción | 95    |       |  |
|  |                           |                           | AB Ancud  | AB Ancud | 69                        |                           |       |       |  |
|  | AB Ancud                  | AB Ancud                  | AB Ancud  | AB Ancud | 69                        | 113                       |       |       |  |
|  | AB Ancud                  | AB Ancud                  |           |          |                           | 113                       |       |       |  |
|  | Atlético Puerto Varas     | Atlético Puerto Varas     | 101       |          |                           |                           |       |       |  |
|  | Atlético Puerto Varas     | Atlético Puerto Varas     | 101       |          |                           |                           |       |       |  |
|  |                           |                           |           |          |                           |                           |       |       |  |

#### Campeón
|                                      |
| Universidad de Concepción 3.º título |

## Domésticos femeninos

### Primera División
Grupo A
| Pos | Equipo             | Pts | PJ | PG | PP |
| --- | ------------------ | --- | -- | -- | -- |
| 1   | Sportiva Italiana  | 18  | 10 | 8  | 2  |
| 2   | Gimnástico         | 18  | 10 | 8  | 2  |
| 3   | Colegio los Leones | 17  | 10 | 7  | 3  |
| 4   | New Crusaders      | 15  | 10 | 5  | 5  |
| 5   | Quilpué Basquetbol | 12  | 10 | 2  | 8  |
| 6   | CD Llolleo         | 10  | 10 | 0  | 10 |

Grupo B
| Pos | Equipo               | Pts | PJ | PG | PP |
| --- | -------------------- | --- | -- | -- | -- |
| 1   | Universidad de Chile | 28  | 14 | 14 | 0  |
| 2   | Sergio CEPPI         | 26  | 14 | 12 | 2  |
| 3   | Puente Alto          | 24  | 14 | 10 | 4  |
| 4   | Universitarios       | 21  | 14 | 7  | 7  |
| 5   | Club Brisas          | 19  | 14 | 5  | 9  |
| 6   | Luis Matte Larrain   | 18  | 14 | 4  | 10 |
| 7   | Tomas Lawrence       | 18  | 14 | 4  | 10 |
| 8   | Rancagua CAF         | 13  | 14 | 0  | 14 |

Grupo C
| Pos | Equipo                    | Pts | PJ | PG | PP |
| --- | ------------------------- | --- | -- | -- | -- |
| 1   | Universidad de Concepción | 19  | 10 | 9  | 1  |
| 2   | Universidad la Frontera   | 19  | 10 | 9  | 1  |
| 3   | CD Infinito               | 16  | 10 | 6  | 4  |
| 4   | AB Temuco                 | 14  | 10 | 4  | 6  |
| 5   | Truenos de Talca          | 11  | 10 | 1  | 9  |
| 6   | Basket Conce              | 11  | 10 | 1  | 19 |

Grupo D
| Pos | Equipo               | Pts | PJ | PG | PP |
| --- | -------------------- | --- | -- | -- | -- |
| 1   | Alemana Paillaco     | 24  | 12 | 12 | 0  |
| 2   | CEB Puerto Montt     | 20  | 12 | 8  | 4  |
| 3   | Español Punta Arenas | 20  | 12 | 8  | 4  |
| 4   | Universidad Austral  | 18  | 12 | 6  | 6  |
| 5   | Español Osorno       | 18  | 12 | 6  | 6  |
| 6   | Pankull Valdivia     | 12  | 11 | 1  | 10 |
| 7   | CD LARR              | 11  | 11 | 0  | 11 |

     Clasifican a los play-offs y Primera División 2024.
     Clasifican a la Primera División 2024.
     Clasifican a la Segunda División para 2024.

#### Play-Off
Universidad de Concepción vs CEB Puerto Montt
| 22 de julio de 2023 Partido 1 | Universidad de Concepción | 86–34 (Series: 1-0) | CEB Puerto Montt |  |  |  |
| 18:00                         |                           |                     |                  |  |  |  |
|                               |                           |                     |                  |  |  |  |
| UdeC lidera la serie, 1-0.    |                           |                     |                  |  |  |  |
|                               |                           |                     |                  |  |  |  |

| 25 de julio de 2023 Partido 2 | CEB Puerto Montt | 50–102 (Series: 0-2) | Universidad de Concepción |  |  |  |
| 20:30                         |                  |                      |                           |  |  |  |
|                               |                  |                      |                           |  |  |  |
| UdeC Gana la serie, 2-0.      |                  |                      |                           |  |  |  |
|                               |                  |                      |                           |  |  |  |

Alemana Paillaco vs Universidad la Frontera
| 22 de julio de 2023 Partido 1          | Alemana Paillaco | 74–56 (Series: 1-0) | Universidad la Frontera |  |  |  |
| 18:30                                  |                  |                     |                         |  |  |  |
|                                        |                  |                     |                         |  |  |  |
| Alemana Paillaco lidera la serie, 1-0. |                  |                     |                         |  |  |  |
|                                        |                  |                     |                         |  |  |  |

| 29 de julio de 2023 Partido 2 | Universidad la Frontera | 67–63 (Series: 1-1) | Alemana Paillaco |  |  |  |
| 18:00                         |                         |                     |                  |  |  |  |
|                               |                         |                     |                  |  |  |  |
| Serie empatada, 1-1.          |                         |                     |                  |  |  |  |
|                               |                         |                     |                  |  |  |  |

| 5 de agosto de 2023 Partido 3   | Alemana Paillaco | 71–63 (Series: 2-1) | Universidad la Frontera |  |  |  |
| 18:30                           |                  |                     |                         |  |  |  |
|                                 |                  |                     |                         |  |  |  |
| A. Paillaco gana la serie, 2-1. |                  |                     |                         |  |  |  |
|                                 |                  |                     |                         |  |  |  |

Sportiva Italiana vs Sergio CEPPI
| 23 de julio de 2023 Partido 1           | Sportiva Italiana | 64–40 (Series: 1-0) | Sergio CEPPI |  |  |  |
| 12:00                                   |                   |                     |              |  |  |  |
|                                         |                   |                     |              |  |  |  |
| Sportiva Italiana lidera la serie, 1-0. |                   |                     |              |  |  |  |
|                                         |                   |                     |              |  |  |  |

| 26 de julio de 2023 Partido 2         | Sergio CEPPI | 54–66 (Series: 0-2) | Sportiva Italiana |  |  |  |
| 19:00                                 |              |                     |                   |  |  |  |
|                                       |              |                     |                   |  |  |  |
| Sportiva Italiana gana la serie, 2-0. |              |                     |                   |  |  |  |
|                                       |              |                     |                   |  |  |  |

Universidad de Chile vs Gimnástico
| 22 de julio de 2023 Partido 1    | Universidad de Chile | 65–57 (Series: 1-0) | Gimnástico |  |  |  |
| 19:00                            |                      |                     |            |  |  |  |
|                                  |                      |                     |            |  |  |  |
| U de Chile lidera la serie, 1-0. |                      |                     |            |  |  |  |
|                                  |                      |                     |            |  |  |  |

| 27 de julio de 2023 Partido 2  | Gimnástico | 64–72 (Series: 0-2) | Universidad de Chile |  |  |  |
| 20:00                          |            |                     |                      |  |  |  |
|                                |            |                     |                      |  |  |  |
| U de Chile Gana la serie, 2-0. |            |                     |                      |  |  |  |
|                                |            |                     |                      |  |  |  |

#### Cuadrangular Final
A disputarse en el Fortín Prat de Valparaíso durante agosto de 2023.
| Pos | Equipos                   | Pts | J | G | P |
| --- | ------------------------- | --- | - | - | - |
| 1   | Sportiva Italiana         | 6   | 3 | 3 | 0 |
| 2   | Universidad de Chile      | 4   | 3 | 2 | 1 |
| 3   | Alemana Paillaco          | 2   | 3 | 1 | 2 |
| 4   | Universidad de Concepción | 0   | 3 | 0 | 3 |

     Campeón.
Resultados
El torneo se desarrolló del 11 al 13 de agosto de 2023.
| Fecha | Día   | Local                     | Resultado | Visitante                 |
| ----- | ----- | ------------------------- | --------- | ------------------------- |
| 1     | 11/08 | Universidad de Concepción | 70-81     | Escuela Alemana           |
| 1     | 11/08 | Sportiva Italiana         | 80-65     | Universidad de Chile      |
| 2     | 12/08 | Escuela Alemana           | 65-81     | Universidad de Chile      |
| 2     | 12/08 | Sportiva Italiana         | 84-82     | Universidad de Concepción |
| 3     | 13/08 | Universidad de Chile      | 65-51     | Universidad de Concepción |
| 3     | 13/08 | Sportiva Italiana         | -         | Escuela Alemana           |

#### Campeón
|                              |
| Sportiva Italiana 5.º título |

## FIBA Américas masculino

### Liga de Campeones de Baloncesto de las Américas 2022-23
| Equipo                    | Vía de clasificación  | Fase inicial   | Fase final       | PJ | PG | PP |
| ------------------------- | --------------------- | -------------- | ---------------- | -- | -- | -- |
| Universidad de Concepción | Campeón Liga UNO 2022 | Fase de grupos | Cuartos de final | 8  | 2  | 6  |

### Liga Sudamericana de Baloncesto 2023
| Equipo             | Vía de clasificación     | Fase inicial   | Fase final     | PJ | PG | PP |
| ------------------ | ------------------------ | -------------- | -------------- | -- | -- | -- |
| Colegio Los Leones | Subcampeón Liga UNO 2023 | Fase de grupos | Fase de grupos | 3  | 2  | 1  |

## FIBA Américas femenina

### Liga Sudamericana de Clubes de Básquetbol 2023
| Equipo            | Vía de clasificación                | Fase inicial   | Fase final     | PJ | PG | PP |
| ----------------- | ----------------------------------- | -------------- | -------------- | -- | -- | -- |
| Sportiva Italiana | Campeón de la Primera División 2022 | Fase de grupos | Fase de grupos | 3  | 1  | 2  |

### Liga Femenina de Baloncesto de las Américas 2023
| Equipo               | Vía de clasificación                   | Fase inicial   | Fase final    | PJ | PG | PP |
| -------------------- | -------------------------------------- | -------------- | ------------- | -- | -- | -- |
| Universidad de Chile | Subcampeón de la Primera División 2022 | Fase de grupos | Tercer puesto | 5  | 3  | 2  |